# ChEMBL

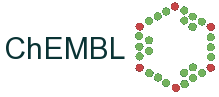

ChEMBL 또는 ChEMBLdb는 약물과 유사한 특성을 가진 생리활성 분자의 수동으로 큐레이팅된 화학 데이터베이스이다. ChEMBL은 영국 힝스턴에 위치한 웰컴 게놈 캠퍼스에 있는 유럽 분자생물학 연구소(EMBL)의 유럽 생물정보학 연구소(EBI)에서 관리한다.

## 같이 보기
- 화학 데이터베이스